# 格拉福夫卡农村居民点 (红亚鲁加区)
格拉福夫卡农村居民点（俄语：Графовское сельское поселение）是俄罗斯联邦别尔哥罗德州红亚鲁加区所属的一个农村居民点。其下辖有6个居民点，行政中心为格拉福夫卡。据2016年统计，该农村居民点的人口为998人。